# 第13次西成暴動
第13次西成暴動（だい13じにしなりぼうどう）とは、1972年（昭和47年）5月に大阪府大阪市西成区のあいりん地区（通称釜ヶ崎）で発生した日雇い労働者による暴動事件。「第13次釜ヶ崎暴動」ともいう。

## 事件の発端
1972年5月1日朝、あいりん地区内で「釜ヶ崎メーデー」が行われ、集会後のデモで日雇い労働者2人が公務執行妨害で逮捕された。
彼らに接見するために弁護士でもある佐々木静子参議院議員（日本社会党）が西成警察署に出向いたが、その頃から日雇い労働者が西成署に集まり始め、一時は1,000人にも達した。

## 事件の概要
佐々木議員は南警察署の別の被疑者の接見のために西成警察署を後にしたが、興奮した群衆は西成警察署に投石するなど暴徒化の勢いを示し始めた。労組関係者は解散を説得したが、なしのつぶてであった。
午後7時30分頃には、群衆は西成警察署前の道路いっぱいに広がり、署内にいる機動隊とにらみ合った。
また西成警察署の群衆とは別の一団がパチンコ店や質屋を襲撃するなどした。